# الحمة (خيران المحرق)

تعديل مصدري - تعديل

الحمة هي إحدى قرى عزلة غربى الخميسين بمديرية خيران المحرق التابعة لمحافظة حجة، بلغ تعداد سكانها 87 نسمة حسب تعداد اليمن لعام 2004.